# Белодон
Белодон (лат. Belodon, буквально — стрелозуб) — род фитозавров, крокодилоподобных рептилий, живших в верхнем триасовом периоде. Его окаменелости были найдены в Европе и Северной Америке. 
Были названы и многие другие виды, среди них Belodon buceros (назван Эдвардом Дринкером Коупом в 1881 г.),  Belodon kapfii (фон Мейер, 1861 г.), Belodon lepturus (Коуп, 1870 г.),  Belodon priscus (первоначально описанный как Compsosaurus priscus Джозефа Лейди в 1856 г.), Belodon scolopax (Cope, 1881 г.),  и Belodon validus ( Отниэль Чарльз Марш, 1893 г.).  Некоторые палеонтологи конца 19-го и начала 20-го века считали, что Белодон был синонимом Фитозавра или Махаэропрозопа.

## История изучения
Впервые вид Belodon plieningeri и род описаны известным немецким палеонтологом Германом фон Майером в 1844 году. Ископаемые остатки найдены в кейперовых песчаниках близ города Штутгарт на юго-западе Германии.
В XX веке многие палеонтологи считали название «белодон» синонимом родов Phytosaurus и Machaeroprosopus. В 2013 году Stocker и Butler объявили род и бо́льшую часть включаемых в него видов nomen dubium. Остальные — валидные — виды перенесены в другие роды.

## Описание
Белодон был крокодилообразным пресмыкающимся, достаточно крупным для своего времени, достигавшим общей длины 6 м с длиной черепа до 70 см. Таким образом соотношение черепа и длины тела было гораздо меньшим, чем у современных крокодилов и многих родственных ему фитозавров, например, у Rutiodon, внешне напоминавшего гавиала. 

## Классификация
По данным сайта Paleobiology Database, на август 2021 года в род включают 7 вымерших видов в статусе nomen dubium:
- Belodon ingens Fraas, 1896
- Belodon lepturus Cope, 1869
- Belodon plieningeri Meyer, 1844 [syn. Mystriosuchus plieningeri (Meyer, 1844), Phytosaurus plieningeri (Meyer, 1844)]
- Belodon priscus (Leidy, 1856) [syn. Compsosaurus priscus Leidy, 1856][8]
- Belodon scolopax Cope, 1881 [syn. Phytosaurus scolopax (Cope, 1881)]
- Belodon superciliosus Cope, 1893 [syn. Phytosaurus superciliosus (Cope, 1893)]
- Belodon validus Marsh, 1893 [syn. Phytosaurus validus (Marsh, 1893), Rutiodon validus (Marsh, 1893)]

Вид Belodon buceros выделили в отдельный род Machaeroprosopus — Machaeroprosopus buceros (Cope, 1881), виды Belodon kapffi и Belodon planirostris переименовали в Nicrosaurus kapffi (Meyer, 1860) и Mystriosuchus planirostris (Meyer, 1863) соответственно.